# Upgrade
Das Upgrade [ˈʌpˌgreɪd] (oder Upgrading; deutsch „heraufstufen“) ist im Marketing der Anglizismus für eine Marketingstrategie, Kunden anstatt des erworbenen Standardprodukts oder einer erworbenen Standard-Dienstleistung höherwertige vergleichbare Premiummarken derselben Produktgruppe ohne Aufpreis anzubieten. In der Informationstechnik wird hiermit die höherwertige Konfiguration oder Version von Hard- oder Software bezeichnet.

## Allgemeines
Ein Upgrading findet statt, nachdem ein Kunde ein Produkt oder eine Dienstleistung erworben hat und ihm vom Anbieter höherwertige, vergleichbare Produkte/Dienstleistungen derselben Produktgruppe angeboten werden. Grund kann sein, dass das ursprünglich erworbene Produkt ausverkauft oder überbucht ist oder doch lieferbar ist und der Anbieter eine Heraufstufung aus anderen Gründen vornimmt.

## Übersicht
Upselling, Upgrading und Cross-Selling werden wie folgt voneinander abgegrenzt:
| Kriterium                 | Upselling                                                                | Upgrading                                  | Cross-Selling                                     |
| ------------------------- | ------------------------------------------------------------------------ | ------------------------------------------ | ------------------------------------------------- |
| Produkte/Dienstleistungen | sind Substitiutionsgüter                                                 | sind Substitiutionsgüter                   | sind Komplementärgüter                            |
| Preis                     | höherwertige Produkte                                                    | höherwertige Produkte                      | gleichwertige Produkte                            |
| Initiator                 | Kunde = Upbuying (Pull) Anbieter = Upselling (Push) Zahlungsbereitschaft | Anbieter (Push) keine Zahlungsbereitschaft | Kunde (Pull) Anbieter (Push) Zahlungsbereitschaft |
| Zeitraum                  | mittel- bis langfristig                                                  | kurz- bis mittelfristig                    | kurz- bis mittelfristig                           |

Der Veredelungsverkauf (englisch upselling) ist kein Querverkauf, sondern betrifft die Veredelung von Produkten/Dienstleistungen in Form einer Produktvariation mit höherer Produktqualität/Dienstleistungsqualität. Beim Autokauf wird beispielsweise nicht das Standardprodukt angeboten, sondern eine Premiummarke. Upgrading dagegen betrifft die Höherstufung innerhalb einer Produktgruppe zu höherwertigen Produkten, ohne dass ein Aufpreis verlangt wird.

## Arten
Die meisten Upgradings finden im Dienstleistungssektor statt und betroffen insbesondere Hotels, Kreuzfahrtschiffe, Informationstechnik, Luftfahrt und Mietwagen. Auch bei Tarifen von Telekommunikationsunternehmen oder Versicherungsunternehmen sind Upgrades möglich.

### Hotels
Upgrading ist bei Hotels und Kreuzfahrtschiffen die kostenlose Höherstufung eines Gastes von einer – ursprünglich gebuchten – niedrigeren in eine höhere Hotelzimmer-Kategorie. Zimmerkategorien können sein Standardzimmer, Oberklasse, Suiten oder Penthouse. Grund kann eine Überbuchung sein oder eine Maßnahme der Kundenbindung, wenn Stammkunden eine niedrigere Kategorie gebucht haben, aber vom Management in eine höhere Kategorie umgebucht werden.

### Informationstechnik

#### Hardware
Als Hardware-Upgrade wird die Erhöhung von Leistungsmerkmalen eines Computers bezeichnet, beispielsweise die Verbesserung der Rechenleistung durch Austausch des Hauptprozessors mit einem schnelleren Modell.

#### Software
Ein Software-Upgrade bezeichnet zum einen die höherwertige Konfiguration einer Basissoftware, zum anderen die Aktualisierung auf eine neuere Version. Ein Upgrade kann kostenlos oder kostenpflichtig sein. Allgemein gültig ist die Unterscheidung zwischen Minor und Major Upgrades. Insbesondere in der IT-Branche ist die Verwendung dieser Begrifflichkeit Standard.
Unter freien unixoiden Systemen mit Paketverwaltung bezeichnet der Begriff „Upgrade“ jenen Vorgang, bei dem die installierte Software tatsächlich durch neuere ersetzt wird, während „Update“ den Vorgang meint, bei dem Informationen über den Software-Stand aktualisiert werden (Prüfung, ob neuere Software-Versionen vorliegen); beispielsweise mittels des Befehls sudo apt-get update && sudo apt-get upgrade Paketname.
Beispiel Windows
Ein Upgrade bezeichnet einerseits die Konfigurationsänderung von einer Windows-Edition auf eine höherwertige, andererseits die Umstellung auf eine neuere Version (z. B. von Windows Vista auf Windows 7). Die Aktualisierung mit einem Patch (z. B. „Sicherheitsupdate“) oder Service Release wird hingegen Update genannt. (Siehe auch Entwicklungsstadium (Software)#Benennungen.)
Beispiel Antivirensoftware von Avira
Die Variante Avira Free Antivirus ist kostenlos, während die Variante Avira Antivirus Pro kostenpflichtig ist, dafür aber auch einen größeren Leistungs- und Funktionsumfang bietet. Bei einer Änderung von Free auf Pro wird von einem Upgrade gesprochen. Der umgekehrte Fall – eine Änderung von Pro auf Free – heißt Downgrade. Ob eine neue Virenkennung vorhanden ist, also eine neue Softwareversion vorliegt, überprüft Avira typischerweise alle sechs Stunden und führt gegebenenfalls eine Aktualisierung auf eine neuere Version („Update“) durch.

### Luftfahrt
Upgrading ist in der Luftfahrt das kostenlose Heraufstufen der Buchungsklasse bei einem Passagier durch die Fluggesellschaft entweder beim Check-in oder beim Boarding. Gründe können die Einlösung von Flugmeilen aus Bonusprogrammen oder ein hoher Auslastungsgrad der gebuchten niedrigeren Buchungsklasse bei gleichzeitig freien Sitzplätzen in der höheren Klasse sein. Unterschieden werden „One-Way-Upgrades“ für eine Flugstrecke und „Two-Way-Upgrades“ für Hin- und Rückflug. Bei Überbuchungen und Vielfliegerprogrammen ist ein Upgrading üblich.
Auch andere Verkehrsträger mit unterschiedlichen Beförderungsklassen (Eisenbahn) können ein Upgrading vornehmen.

### Mietwagen
Auch bei Mietwagen ist es üblich, Kunden eine höhere Fahrzeugklasse anzubieten, wenn das eigentlich reservierte Fahrzeug an der Mietstation gerade nicht zur Verfügung steht.

## Sonstiges
Beim Rating etwa durch Ratingagenturen ist das Upgrading die Heraufstufung auf eine höhere Ratingnote, was aufgrund einer Verbesserung der Bonität des Schuldners vorgenommen wird.

## Abgrenzung
Das Update (englisch update, „Aktualisierung“) ist insbesondere bei Computern die Aktualisierung von Software, wenn neue Versionen vorliegen oder das Sicherheitsupdate im Rahmen der Datensicherheit. Ein Update sorgt beispielsweise bei einem Softwareprodukt in der Regel für kleinere Verbesserungen oder beseitigt Fehler innerhalb eines bestimmten Softwarestands, was auch als Service Release, Patch oder Hotfix bezeichnet wird. In Abgrenzung dazu erweitert ein Upgrade die Software deutlich um neue Funktionen.
Dem gegenüber steht das Downgrade, eine Variante, in der eine technische Neuerung wieder zurückgenommen wird. Software-Up- und -Downgrades gehen etwa mit einer Änderung des Namens eines Softwareprodukts einher, können aber auch – ähnlich dem Update – über eine geänderte Versionsnummer gekennzeichnet sein (meist im Teil des major release, also der Hauptversionsnummer). Die Gründe für ein Downgrade können vielfältig sein. Im privaten Bereich sind es häufig Kostengründe, da eine niederwertige Variante eines Produkts in der Regel kostengünstiger ist (z. B. wenn man eine Trialversion der Pro-Version einer Software verwendet, aber nach dem Ende des Testzeitraumes sich für die Standardversion entscheidet).

## „Upgraditis“
Der übermäßige Erwerb von Upgrades wird als Upgraditis (in Anspielung auf das Suffix -itis für eine entzündliche Krankheit) bezeichnet.